# Ахтопол
 Тази статия е за града.  За върха в Антарктика вижте Ахтопол (връх).  
Ахтòпол (на гръцки: Αγαθούπολη) е град в южното черноморско крайбрежие на България, в община Царево, област Бургас.

## География
Град Ахтопол се намира на около 60 km югоизточно от центъра на областния град Бургас, около 11 km югоизточно от общинския център Царево и около 15 km север-северозападно от най-южното българско населено място край Черно море – село Резово, край което минава държавната граница с Република Турция.
Градът е разположен на скалист полуостров между нос Ахтопол и нос Свети Яни, по абразионна тераса. На запад (непосредствено до града) достигат разклоненията на странджанския рид Босна с най-висок връх Папия (501,4 m). На около 4 km на юг. близо до село Синеморец, е устието на река Велека. Надморската височина в града при църквата „Свето Успение Богородично“ (срещу пристанището) е около 10 m, на югозапад нараства до около 30 – 35 m.
Климатът е континентално-средиземноморски със силно черноморско климатично влияние (мека зима – най-меката зима в България, горещо лято, ранна пролет и дълга топла есен).
Ахтопол има влажен субтропичен климат (Климатичната класификация на Кьопен) граничи със средиземноморски климат с ограничен континентален  ефект.
Почвите в землището са предимно канеленовидни лесивирани.
През Ахтопол минава третокласният републикански път III-9901, който води на северозапад през село Варвара до връзка при град Царево с второкласния републикански път II-99 и по него – към Бургас, а на югоизток през село Синеморец води до село Резово, където свършва.
Землището на град Ахтопол граничи със землищата на: село Синеморец на юг; село Бродилово на запад; село Варвара на северозапад.
Ахтопол е морски курорт с: хотели; ваканционни селища и бунгала (предимно в местността „Коросиата“, западно от града); ресторанти; увеселителни заведения; къмпинги. Плажната ивица край местността „Коросиата“, наричана Централен плаж на Ахтопол, е със ситен пясък и дюни, широка, с дължина в землището на Ахтопол около 1400 m, а заедно с плажната ивица, продължаваща на северозапад в землището на село Варвара (морски плаж „Къмпинг Делфин“ – поземлен имот с кадастрален идентификатор 10094.36.4) – общо около 2 km. Крайбрежното морско дъно е плитководно.
Освен Централния плаж, в землището на Ахтопол има още поредица малки плажове: край града са „Фара“, „Ненаименован 1“, „Естрада“, „Бабешки плаж“, „Лазур“, „Свети Яни“, а на югоизток от града – „Айроди Север“, „Айроди“, плажове „Ахтото“, „Ахтос“, „Ненаименован 2“, „Велека устие“.
Градът е в териториалния обхват на Природен парк „Странджа“.

## История
На мястото на днешния град Ахтопол са съществували селища още от новокаменната епоха, а през желязната епоха районът е населяван от тракийското племе тини. Като град Ахтопол е основан около 430 г. пр.н.е. от гръцки колонисти от Атина, като се предполага, че основаването му има връзка с действията на Перикъл в черноморските области. Градът се превръща в търговско средище, като в него се секат монети. След варварските нашествия от V – VII век градът е възстановен от византийския военачалник Агатон, който го нарича Агатопол.
През Средновековието Агатопол на няколко пъти е включван в територията на България. Надпис на хан Крум от 812 г. съобщава за завладяването му, по-късно е превзет от цар Тодор Светослав през 1304 г. Около 1389 г., двадесет години след превземането на Одрин от османците, одринската митрополия премества седалището си в Агатопол. За първи път Ахтопол пада под ударите на османските нашественици през 1396 г., когато е завладян заедно със Созопол и Мидия. През 1403 година султан Сюлейман Челеби го връща на Византия, наред с градовете от Босфора до Варна. Окончателното падане на града под османско управление става през пролетта на 1453 г., заедно със столицата Константинопол и „почти всички прелестни градове на Черноморието“. Скоро след това султан Мехмед II Завоевателя издава заповед в обезлюдената ромейска столица да се преселят жители от различни завладени градове на Балканския полуостров. В това число влиза и Ахтопол, в резултат на което той е обезлюден. Не след дълго градът се възстановява и в него са настанени малоазийски преселници. През XVII век той се споменава като седалище на епископ.
В началото на XX век гражданите на Ахтопол притежават 45 кораба, три от които са с водоизместимост между 1000 и 3000 тона. При избухването на Балканската война в 1912 година двама души от Ахтопол са доброволци в Македоно-одринското опълчение. След Балканските войни (1912 – 1913 г.) градът е присъединен към България. Гръцкото му население е изселено, а на негово място се заселват български бежанци от Източна Тракия. През 1918 г. Ахтопол е почти изцяло унищожен от пожар, като изгаря и старата катедрала „Успение Богородично“. Съвременният град е построен изцяло наново след пожара. През 1926 г. градът има 1095 жители.
Бежанци от Ахтопол основават село Неа Агатуполи (в превод Нов Ахтопол) в Ном Пиерия, Гърция.

## Население
Численост на населението според преброяванията през годините:
| \| Година на преброяване \| Численост \| \| --------------------- \| --------- \| \| 1934 \| 972 \| \| 1946 \| 1079 \| \| 1956 \| 1058 \| \| 1965 \| 947 \| \| 1975 \| 945 \| \| 1985 \| 1137 \| \| 1992 \| 1204 \| \| 2001 \| 1192 \| \| 2011 \| 1288 \| \| 2021 \| 1298 \| |           |
| Година на преброяване | Численост |
| 1934 | 972       |
| 1946 | 1079      |
| 1956 | 1058      |
| 1965 | 947       |
| 1975 | 945       |
| 1985 | 1137      |
| 1992 | 1204      |
| 2001 | 1192      |
| 2011 | 1288      |
| 2021 | 1298      |

Етническият състав включва 934 българи и 311 цигани.

## Транспорт
Има обществен транспорт до Велико Търново, Бургас, Резово, Синеморец, Варвара, Царево, Китен, Приморско, Созопол, Стара Загора, Пловдив и София от различни фирми.
В Ахтопол няма въздушен транспорт. Най-близкото летище е Летище Бургас, което се намира на 86 km.

### Религии
Изповядва се източно православие.

## Политика
Кметството се намира близо до пристанището.

## Икономика
Основните поминъци на град Ахтопол са туризмът и риболовът.

## Забележителности
Запазени са църквата „Възнесение Господне“, построена през 1776 година, останки от манастира „Свети Йоан“ („Свети Яни“) от XII век, части от крепостната стена (на места достигащи 8 m височина и 3,5 m ширина). Крепостта Агатопол е строена от траки и римляни, а по-късно и от българи. Крепостта се издигала на високия скалист полуостров, а крепостната стена, описана от много пътешественици, е опасвала цитаделата на града. Изградена е от едроломени камъни, споени с хоросан, примесен с кирпич. Каменните пояси се редуват с четвъртити тухли и са с първоначална дебелина от 1,95 – 3 м и височина до 7 – 8 м, с редуване на каменни пояси и от 3 до 5 реда четвъртити тухли. На югоизточната страна се е намирала главната порта с две бойни кули, високи до 10 – 12 м. В близост до нея се намират останки от тракийска стена. В града има Исторически музей.
През 40-те и 50-те години на 20. век градът е бил крайна гара на теснолинейката Ахтопол – Бродилово – Кости, демонтирана през 50-те години, поради неефективност.

## Спорт
Единственото спортно дружество в града е Футболен клуб „Ахтопол“. Отборът е основан през 1992 година под името „Черно море“ (Ахтопол) и се състезава три години в Южната „Б“ областна група. След това има спорадични изяви, но през 2006 година отново се включва в Южната „Б“ областна група. През сезон 2008/2009 се класира на 9-о място от десет отбора.
Стадионът в Ахтопол все още не е ремонтиран и мачовете се играят в съседния град Царево.

## Личности
Родени в Ахтопол
- Коста Пергелов (1921 – 2007), български икономист